# Cadre-47/2-Europameisterschaft der Junioren 1988/89
Die Cadre-47/2-Europameisterschaft der Junioren 1989 war das 13. Turnier in dieser Disziplin des Karambolagebillards und fand vom 6. bis zum 9. April 1989 in Moyeuvre-Grande statt. Die Meisterschaft zählte zur Saison 1988/89.

Logo CEB (ausrichtender Verband)

## Geschichte
Als zweiter Akteur, nach Stany Buyle, gewann Frédéric Caudron zum dritten Mal in Folge den EM-Titel bei den Junioren im Cadre 47/2. Platz zwei belegte wie im Vorjahr Stephan Horvath. Einen guten dritten Platz erreichte der erst 18-jährige Stefan Galla aus Gelsenkirchen.

## Modus
Gespielt wurde in einer Finalrunde „Jeder gegen Jeden“ bis 200 Punkte.
1. MP = Matchpunkte
2. GD = Generaldurchschnitt
3. HS = Höchstserie

## Abschlusstabelle
| Platz                      | Name             | MP   | Pkte | Aufn. | GD    | BED    | HS  |
| -------------------------- | ---------------- | ---- | ---- | ----- | ----- | ------ | --- |
| 1                          | Frédéric Caudron | 12:2 | 1327 | 26    | 51,03 | 100,00 | 200 |
| 2                          | Stephan Horvath  | 12:2 | 1203 | 37    | 32,51 | 66,66  | 180 |
| 3                          | Stefan Galla     | 10:4 | 1066 | 39    | 27,33 | 100,00 | 169 |
| 4                          | Johan Claessen   | 8:6  | 1003 | 42    | 23,88 | 40,00  | 109 |
| 5                          | Raymond Knoors   | 6:8  | 928  | 42    | 22,09 | 100,00 | 155 |
| 6                          | Stéphane Wathier | 6:8  | 1194 | 67    | 17,82 | 33,33  | 94  |
| 7                          | Carlos Marques   | 2:12 | 331  | 58    | 5,70  | 5,55   | 31  |
| 8                          | Jesper Larsen    | 0:14 | 441  | 67    | 6,58  | -      | 38  |
| Turnierdurchschnitt: 19,82 |                  |      |      |       |       |        |     |